# Hieracium nubitangens
Hieracium nubitangens es una especie de planta con flor del género Hieracium, de la familia Asteraceae, orden Asterales.

## Distribución
Hieracium nubitangens se distribuye por Italia.

## Taxonomía
Fue descrita científicamente por Gottschl.